# Pogo (bande dessinée)
Pour les articles homonymes, voir Pogo.
Pogo est le titre et le personnage central d'un comic strip quotidien durable (1948-1975) créé par Walt Kelly. Situé dans les marais d'Okefenokee de l'État de Géorgie, Pogo s'est souvent lancé dans la satire sociale et politique à travers les aventures des animaux du strip. Comme Pogo joue à l'occasion du comique de gestes du slapstick, la même série de strips peut souvent être appréciée aussi bien par de jeunes enfants que par des adultes perspicaces à des niveaux différents. Le strip a valu à Kelly un Reuben en 1951.

## Principaux personnages
- Pogo Possum: un monsieur-tout-le-monde ou plutôt un opossum de Virginie, l'un des rares personnages majeurs à avoir le bon sens d'éviter les problèmes. Bien qu'il préfère passer son temps à pêcher ou à pique-niquer, sa nature généreuse le mène souvent à participer aux aventures de ses voisins. Il est souvent inconsciemment l'objet des projets de mariage de Miz Beaver. Il a aussi été forcé à se présenter comme président, contre sa volonté, de nombreuses fois, par les résidents des marais. Sa cuisine est célèbre autour des marais pour ses réserves, et plusieurs personnages s'incrustent chez lui lors des repas, profitant de sa générosité.

- Albert Alligator, enthousiaste et loyal, borné et irascible, forme souvent avec Pogo un duo comique, ou sert de bouc émissaire pour Owl et Churchy. Ayant l'appétit vorace d'un alligator, Albert est souvent porté à manger des objets sans discrimination, et a été accusé plus d'une fois d'avoir mangé un autre personnage. Même s'il est connu pour profiter de la gentillesse de Pogo, il lui est férocement loyal et on le voit à des moments plus tendres le frotter dans son bain ou lui couper les cheveux.

- Dr. Howland Owl est un hibou scientifique, professeur, docteur, explorateur, guérisseur, autoproclamé des marais, toujours pour faire naître le respect devant son savoir. Au début, il porte un chapeau pointu de magicien. Se croyant la créature la plus savante des marais, il tenta un jour d'ouvrir une école mais dut la fermer par manque d'intérêt. En fait il est incapable de dire la différence entre l'enseignement, les contes de bonnes femmes, et l'emploi de mots impressionnants. Les projets les plus farfelus viennent de l'esprit d'Owl.

- Churchill "Churchy" LaFemme: une tortue. Son nom est un jeu de mots avec la phrase en français Cherchez la femme. Bien que superstitieux à l'extrême (par exemple, il panique lorsqu'il apprend que le vendredi 13 tombe un mercredi ce mois-ci), Church prend souvent une part active dans les projets de Howland. Il a été une fois pirate, aussi longtemps qu'il a porté un chapeau de boucanier, et était parfois appelé "Captain LaFemme." Il aime composer des chansons et des poèmes, souvent avec des paroles ridicules et des rimes nonsensiques.

- Porky Pine: un porc-épic, misanthrope et cynique. Porky n'a jamais souri dans le strip (sauf une fois quand la lumière était éteinte). Meilleur ami de Pogo, tout aussi honnête, il devine vite la bonté et les faiblesses des autres. Porky a deux faiblesses : son béguin pour Miss Mam'selle Hebzibah et une incapacité totale à raconter des blagues. Il a aussi un double, son "cousin embrasseur" Uncle Baldwin, qui porte un imperméable pour cacher son dos nu. Uncle Baldwin essaie généralement de saisir et d'embrasser toute femme qui passe dans l'image auprès de lui. La plupart des filles (et plus d'un personnage masculin) s'enfuit de la scène quand il arrive

- Beauregard Chaulmoogra Frontenac de Montmingle Bugleboy

- Miss Mam'selle Hepzibah

- Miz Beaver

- Deacon Mushrat:

- Bewitched, Bothered and Bewildered

- Grundoon

## Publications
- 1966 : Pogo, collection Gag de Poche no 44, traduction et adaptation Yvan Delporte, éd. Dupuis
- 1967 : Pogo à gogo, collection Gag de Poche no 59, traduction et adaptation Yvan Delporte, éd. Dupuis
- 1967 : Pogologie, collection Gag de Poche no 62, traduction et adaptation Yvan Delporte, éd. Dupuis
- 1967 : Pogo, mini-album, supplément au journal Spirou no 1522
- 2014 : Pogo, Walt Kelly, Intégral T.1, éd. Akiléos

### Documentation
- Patrick Gaumer, « Pogo », dans Dictionnaire mondial de la BD, Paris, Larousse, 2010 (ISBN 9782035843319), p. 685-686.
- (en) Norman Hale, All-Natural Pogo, Thinker's Books, 1991.
- (en) Walt Kelly, Ten Ever-Lovin'Blue-Eyed Years with Pogo, Simon and Schuster, coll. « A Fireside Book », 1959.
- (en) Lucy Shelton Caswell, Walt Kelly. A Retrospective Exhibition to Celebrate the Seventy-Fifth Anniversary of his Birth, Ohio State University, 1988.
- Paul Gravett (dir.), « De 1930 à 1949 : Pogo », dans Les 1001 BD qu'il faut avoir lues dans sa vie, Flammarion, 2012 (ISBN 2081277735), p. 144.